# Benmore-csúcs
A Benmore-csúcs a Mackenzie-medence déli felén található Új-Zéland Déli-szigetén. Legmagasabb pontja 1932 méterrel emelkedik a tenger szintje fölé. A hegység 28 km hosszan és 16 km szélességben terül el, megközelítőleg észak-déli irányban Twizel városa és Omarama között, mely a délnyugati végénél található. Dél felől a Benmore-tó határolja.
A hegység több, mint harminc 1000 méternél magasabbra törő hegycsúcsot számlál, melyek közül legalább tizenkettő meghaladja az 1500 méteres magasságot is. Ugyanakkor ezek közül csak mindössze ötnek van hivatalosan is elismert, önálló földrajzi neve. A Benmore-csúcs majdnem a hegység közepén található, míg tőle északabbra fekszik az 1846 méter magas Sutherlands-csúcs és az 1464 méter magas The Cairns. A középső résztől délre található az 1822 méter magas Totara-csúcs és az 1245 méter magas The Buscot, amely a hegység nyugati részének mellékági kiemelkedése.
A hegység ugyan természetvédelmi oltalmazás alatt áll, azonban számos farmgazdaság számára engedélyezték az állattartást a füves legelőkön.
Itt található a harmadik legmagasabban fekvő (1830 m) obszervatórium a déli féltekén. A másik kettő az Andokban, illetve az Antarktiszon található.
Az Új-Zélandi Természetvédelmi Felügyelet a The Cairn és Sutherlands-csúcs között egy helyi farmtól szerzett 12 km² területet, ahol egy nyilvános természetvédelmi parkot alakított ki. Itt vizes és magasabban fekvő szárazabb élőhelyeket mutatnak be, ami egy szolgalmi úton keresztül, a Glenbrook állomásról érhető el.

## Fordítás
Ez a szócikk részben vagy egészben  a   Benmore Peak című angol Wikipédia-szócikk fordításán alapul.  Az eredeti cikk szerkesztőit annak laptörténete sorolja fel. Ez a jelzés csupán a megfogalmazás eredetét és a szerzői jogokat jelzi, nem szolgál a cikkben szereplő információk forrásmegjelöléseként.